# El Sauce (ort i Honduras)
El Sauce är en ort i Honduras.   Den ligger i departementet Departamento de Comayagua, i den västra delen av landet, 70 km nordväst om huvudstaden Tegucigalpa. El Sauce ligger 653 meter över havet och antalet invånare är 1 389.
Terrängen runt El Sauce är huvudsakligen kuperad, men söderut är den platt. Runt El Sauce är det tätbefolkat, med 570 invånare per kvadratkilometer. Närmaste större samhälle är Comayagua, 9,1 km söder om El Sauce. Omgivningarna runt El Sauce är en mosaik av jordbruksmark och naturlig växtlighet.